# Janusz Hooker
Janusz Hooker, född den 28 september 1969 i Sydney i Australien, är en australisk roddare.
Han tog OS-brons i scullerfyra i samband med de olympiska roddtävlingarna 1996 i Atlanta.